# 三角棋
三角棋（Triangular Nim），或稱三角殺棋，是種類似尼姆遊戲的兩人棋類。

## 道具
- 只用同一色的棋子，排成正三角形，可用錢幣等扁圓物代替。
- 或者使用紙筆畫出排成正三角形的圓圈。

## 規則
- 兩方必須輪流從棋盤中拿取棋子，可以取一枚或三枚棋子，但所取的子必須相連一直線。以取走最後一枚棋子為負。
- 紙筆的話則是畫線在圓圈上，最多可以畫三個圓圈，但必須是一直線。最後輪到的玩家時只有一個圓圈未畫即為輸家。

## 外部連結
- 遊戲介紹
- GitHub 上的解答實作